# صندلی الکتریکی

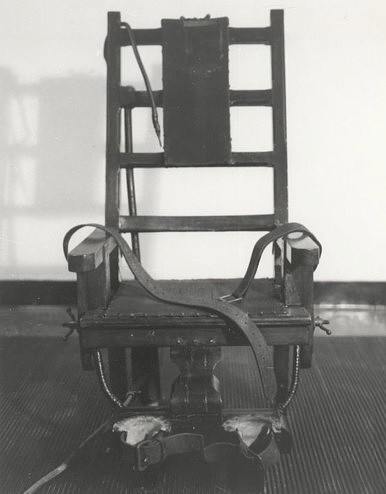
اسپارکی پیر، صندلی الکتریکی که در زندان سینگ سینگ مورد استفاده قرار می‌گرفت

اعدام به وسیله برق، معمولاً با استفاده از صندلی الکتریکی انجام می‌شود. در این روش اعدام که منشأ آن ایالات متحده آمریکا است، فردی که قرار است اعدام شود را به یک صندلی چوبی مخصوص می‌بندند و جریان برق را به وسیله یک الکترود که روی بدن فرد قرار دارد از بدنش عبور می‌دهند. این روش اعدام که توسط کارمندان توماس ادیسون ایجاد شده‌است تنها در ایالات متحده، و به مدت چندین دهه در فیلیپین (اولین بار در سال ۱۹۲۴ تحت اشغال آمریکا و آخرین بار در سال ۲۰۱۸) استفاده می‌شد.
پس از آنکه فرد محکوم به صندلی متصل می‌شود، چرخه (زمان و ولتاژ مختلف) مختلفی از جریان الکتریکی متناوب به منظور آسیب رساندن به ارگان‌های داخلی بدن به فرد منتقل می‌شود. اولین اثر جریان الکتریکی بیهوشی فوری و مرگ مغزی است. پس از آن جریان برق منجر به مرگ اعضای حیاتی بدن می‌شود. مرگ اغلب به علت تحریک بیش از حد قلب به وسیله برق صورت می‌گیرد.

## اولین اعدامی زن و مرد

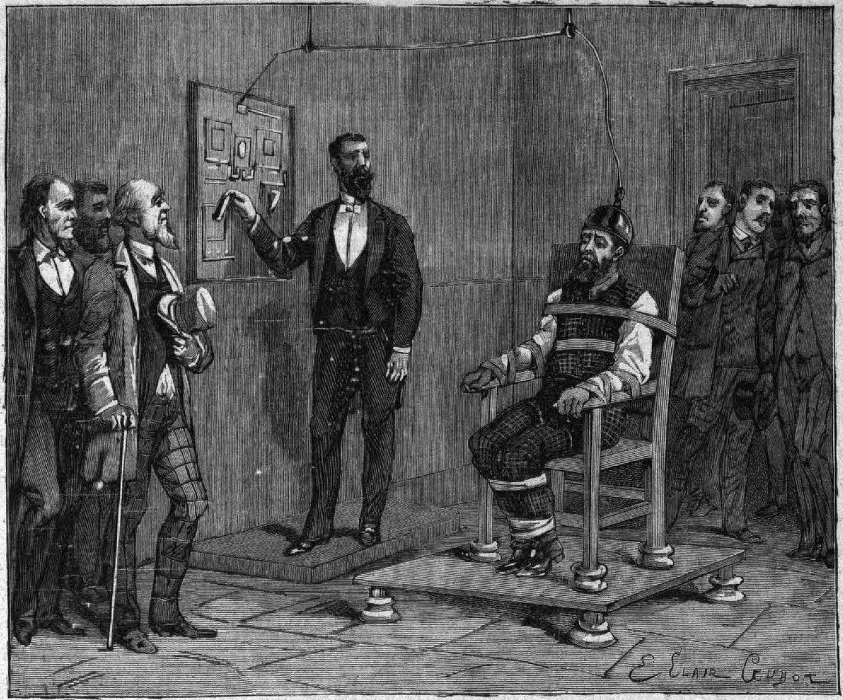
"اعدام با صندلی الکتریکی در نیویورک" که اعدام ویلیام کملر را به تصویر می‌کشد.

صندلی الکتریکی توسط آلفرد ساوتویک (Alfred P. Southwick) دندان‌پزشک آمریکایی ساخته شد.
اولین کسی که از این روش برای اعدامش استفاده شد ویلیام کملر از نیویورک بود که در اوت ۱۸۹۰به این شکل اعدام شد. شوک اولی به مدت ۱۷ ثانیه به او وارد شد که موجب بی‌هوشی او شد ولی قلب و مغز وی همچنان زنده بودند. بعد از معاینه پزشکان، دستور اعدام مجدد صادر شد. در مرتبه دوم از ۲ هزار وات برق برای اعدام کملر استفاده شد. جریان قوی برق باعث پاره شدن رگ‌های او شد و فوران خون به بیرون از بدنش باعث اتصالی در صندلی شده و باعث شد او آتش بگیرد. بعدتر یکی از مسئولان ساخت این صندلی اظهار کرده بود که اگر برای اعدام او از تبر استفاده می‌شد راحت‌تر جان می‌داد. یکی از خبرنگارانی هم که به‌طور حضوری شاهد این رخداد بوده نیز اذعان داشته صحنه دلخراشی را شاهد بوده‌است. اولین زنی هم که توسط صندلی الکتریکی اعدام شد "مارتا ام پلاس " بود که در زندان سینگ سینگ در سال ۱۸۹۹ اعدام شد.